# August Hein

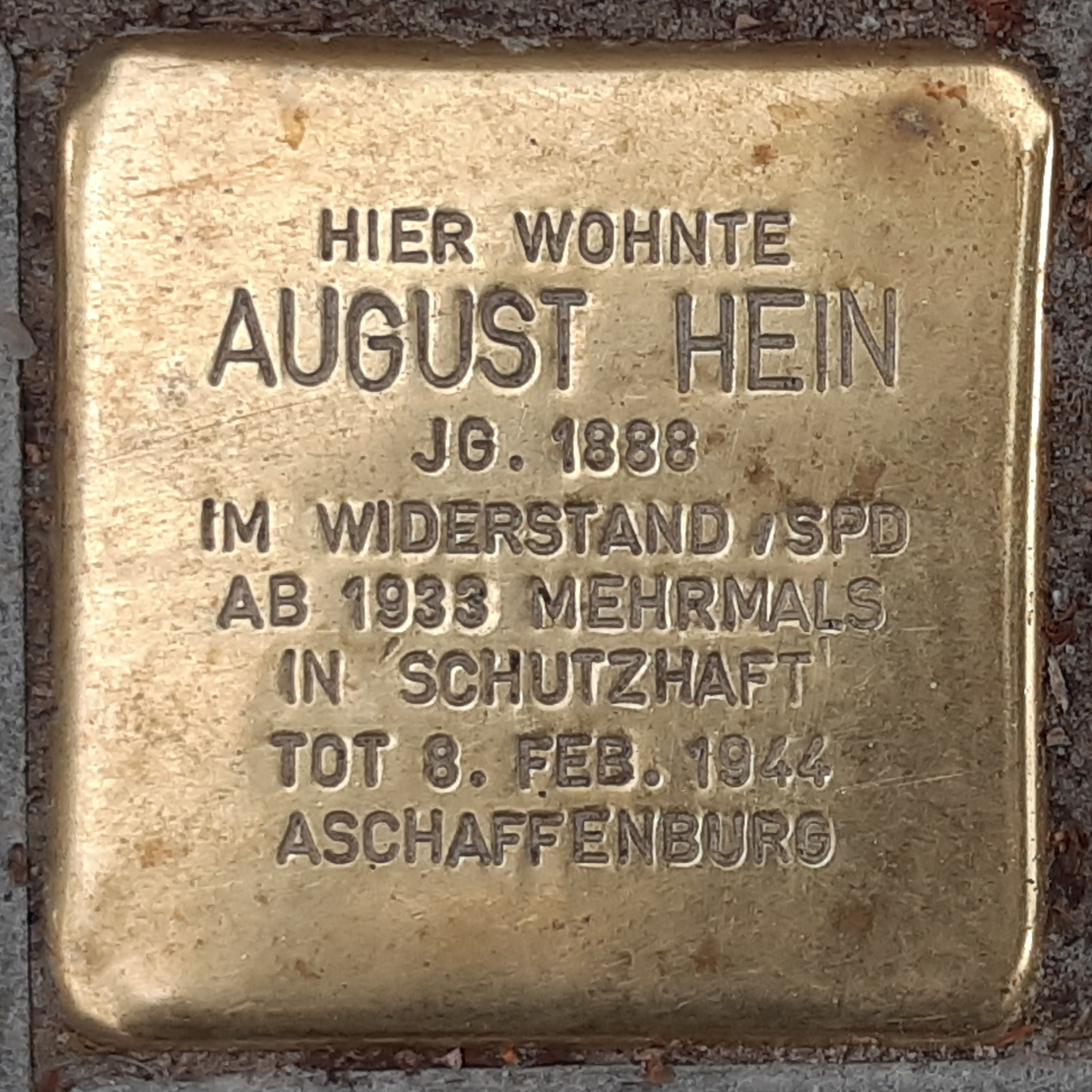
Stolperstein für August Hein in Hamburg-Alsterdorf

August Hein (* 15. Dezember 1888 in Würzburg; † 8. Februar 1944 in Aschaffenburg) war ein deutscher Gewerkschafter, Politiker und Genossenschaftler. Von 1930 bis 1933 war er Mitglied der Hamburger Bürgerschaft. Außerdem war er Widerstandskämpfer gegen den Nationalsozialismus.

## Familie und Ausbildung
Hein wurde als Sohn eines Maurers geboren. Nach dem Besuch der Volksschule erlernte er den Beruf des Buchbinders, den er bis 1919 ausübte. Von 1908 bis 1910 leistete er Militärdienst, und von 1914 bis 1918 nahm er am Ersten Weltkrieg teil. Er heiratete 1911 Veronika Bürger. Aus der Ehe ging Tochter Barbara hervor. 

## Berufliche Tätigkeit
Von Januar 1920 bis zum 15. März 1923 war Hein in der Leitung des Deutschen Buchbinderverbandes in Hamburg beschäftigt. Anschließend trat er über in die Verwaltung des Allgemeinen Deutschen Gewerkschaftsbundes (ADGB) und führte als Bezirksleiter die Geschäfte des 11. Bezirks (Nordmark) im ADGB. Der Sozialdemokrat kandidierte 1928 für die Hamburgische Bürgerschaft und rückte 1930 in das Parlament nach. Er blieb bis zum Verbot der SPD 1933 Bürgerschaftsabgeordneter. Hein war Mitglied der Strafvollzugsbehörde und Beisitzer beim Verwaltungsgericht.
Hein engagierte sich im gewerkschaftlich-genossenschaftlichen Wohnungsbau. Die 1924 mit maßgeblicher Unterstützung der freien Gewerkschaften gegründete Deutsche Wohnungsfürsorge AG für Beamte, Angestellte und Arbeiter (DEWOG) arbeitete als Beschaffungsgesellschaft, wobei das Unternehmen baute und die fertigen Wohnungen den Auftraggebern – insbesondere Baugenossenschaften – zur Verfügung stellte. Vorsitzender des Aufsichtsrates war 1928 der ADGB-Vorsitzende Theodor Leipart. Dem Beirat der DEWOG-Zweigstelle in Hamburg gehörte der ADGB-Bezirkssekretär August Hein an. Reichsweit baute die DEWOG 1929 über 10.000 Wohnungen und erlangte maßgebliche Bedeutung im gemeinnützigen Wohnungsbau. Unter den Nationalsozialisten wurden die Gewerkschaften enteignet und DEWOG-Vermögen und Wohnungen in die Neue Heimat überführt. Im Rahmen der Rückerstattung unternahm der Deutsche Gewerkschaftsbund (DGB) nach 1945 unter Beibehaltung des Namens die Neue Heimat als gemeinnütziges Wohnungsunternehmen. August Hein war Mitglied der Baugenossenschaft freier Gewerkschafter und bezog 1931 eine Genossenschaftswohnung in dem Neubau Alsterdorfer Straße 186.
Im Zusammenhang mit der Besetzung der Gewerkschaftshäuser durch die Nationalsozialisten unmittelbar nach dem Tag der nationalen Arbeit wurde Hein am 2. Mai 1933 verhaftet und fristlos entlassen. Während seine sogenannte Schutzhaft am 25. Mai 1933 endete, blieb er dauerhaft arbeitslos bis zum Eintritt der Invalidität zum 1. Juli 1939. Im Februar 1934 wurde er erneut für zwei Wochen inhaftiert. 1940 erfolgten Vernehmungen bei der Gestapo im Stadthaus. August Hein litt bereits seit 1925 an Lungentuberkulose. Nach einer vorübergehenden Besserung kam es 1938 zu einem Gewichtsverlust und 1939 zu einem mehrmonatigen Krankenhausaufenthalt. Dabei wurde eine erheblich fortgeschrittene Tuberkulose beider Lungenflügel festgestellt. Von Ende Dezember 1941 bis Ende Juli 1942 befand er sich erneut in stationärer Behandlung. Auch wenn sich sein Allgemeinzustand vorübergehend verbesserte, schritt die Erkrankung schubweise fort und führte schließlich zum Tod.

## Widerstand gegen das NS-Regime
Trotz seiner schweren Erkrankung beteiligte sich August Hein aktiv am Widerstand gegen das NS-Regime. Ein von Fritz Dreyer betriebenes Restaurant an der Elbe diente als Treffpunkt von Gleichgesinnten. Zudem gehörte August Hein zum Netzwerk des deutschlandweit operierenden sozialdemokratisch-gewerkschaftlichen Widerstands um Wilhelm Leuschner in Berlin. Von hier aus hatte es der frühere Reichstags- und Bürgerschaftsabgeordnete Gustav Dahrendorf Ende 1942 übernommen, Verbindungen zu Vertrauensleuten u. a. nach Hamburg herzustellen und zu unterhalten, um einen geplanten Umsturz vorzubereiten. Dahrendorf stand dabei in Kontakt mit Hein, den er aus der gemeinsamen Arbeit in der Bürgerschaft kannte. Nachdem die Familie Hein im Juli 1943 ausgebombt worden war, konnte Dahrendorf, der sich Ende Juli 1943 auch zu Gesprächen mit Regimegegnern wie dem früheren SPD-Polizeisenator Adolph Schönfelder in der Hansestadt aufhielt, Hein nicht mehr ausfindig machen. Dem schwerkranken August Hein war es unterdessen gelungen nach Aschaffenburg zu gelangen, wo er einige Monate später verstarb.
Für August Hein wurde im Juli 2023 ein Stolperstein in der Alsterdorfer Straße 186 in Hamburg verlegt.